# Поросюки
Поросюки (пол. Porosiuki) — село в Польщі, у гміні Біла Підляська Більського повіту Люблінського воєводства. Населення — 370 осіб (2011).

## Історія
За даними етнографічної експедиції 1869—1870 років під керівництвом Павла Чубинського, у селі переважно проживали греко-католики, які розмовляли українською мовою.
У 1975—1998 роках село належало до Білопідляського воєводства.

## Демографія
Демографічна структура станом на 31 березня 2011 року:
|          | Загалом | Допрацездатний вік | Працездатний вік | Постпрацездатний вік |
| -------- | ------- | ------------------ | ---------------- | -------------------- |
| Чоловіки | 183     | 47                 | 119              | 17                   |
| Жінки    | 187     | 48                 | 113              | 26                   |
| Разом    | 370     | 95                 | 232              | 43                   |